# Darby O'Gill i krasnoludki
Darby O'Gill i krasnoludki (ang. Darby O'Gill and the Little People) – amerykański film przygodowo-fantastyczny z 1959 roku, w reżyserii Roberta Stevensona na podstawie powieści Herminie Templeton Kavanagh. Prócz tytułowego bohatera, którego zagrał Albert Sharpe, w rolach głównych wystąpili: Janet Munro, Sean Connery oraz Jimmy O'Dea.
W 1960 Janet Munro za rolę w filmie otrzymała Złoty Glob dla najbardziej obiecującej nowej aktorki podczas 17. ceremonii wręczenia nagród.

## Fabuła
Darby O'Gill, który jest zarządcą posiadłości Lorda Fitzpatricka, zostaje przez niego zwolniony z pracy, a jego obowiązki przejmuje młodszy Michael McBride. Darby prosi jednak McBride'a, aby ten nie mówił tego Katie – córce O'Gilla. Następnie Darby zostaje pojmany przez leprechauny do ich siedziby, skąd O'Gill wkrótce ucieka. Później król leprechaunów, Brian Connors spełnia trzy życzenia Darby'ego.
Tymczasem Pony Sugrue postanawia zdobyć pracę McBride'a, a także Katie dla siebie. Jego matka, Sheelah, chcąc wywołać konflikt, mówi Katie o utracie pracy przez Darby'ego.

## Obasada
- Albert Sharpe jako Darby O'Gill
- Janet Munro jako Katie O'Gill
- Sean Connery jako Michael McBride
- Jimmy O'Dea jako Król Brian
- Kieron Moore jako Pony Sugrue
- Estelle Winwood jako Sheelah Sugrue
- Walter Fitzgerald jako Lord Fitzpatrick
- Denis O'Dea jako ojciec Murphy
- J. G. Devlin jako Tom Kerrigan
- Jack MacGowran jako Phadrig Oge
- Farrell Pelly jako Paddy Scanlon
- Nora O'Mahoney jako Molly Malloy

## Odbiór
Film został pozytywnie odebrany, ale prasa w szczególności pochwaliła kreację Seana Connery'ego, określając go jako „wysokiego, ciemnego i przystojnego”. Występ w filmie jako McBride, który zobaczyli przyszły producent Albert R. Broccoli i jego żona Dana, pomógł także Connery'emu później wygrać casting i dostać rolę Jamesa Bonda.
Janet Munro, która w filmie zagrała Katie O'Gill została laureatką Złotego Globu dla najbardziej obiecującej nowej aktorki.